# Parigi-Roubaix 1966
La Parigi-Roubaix 1966, sessantaquattresima edizione della corsa, fu disputata il 17 aprile 1966, per un percorso totale di 263 km. Fu vinta dall'italiano Felice Gimondi, giunto al traguardo con il tempo di 6h59'26" alla media di 37,546 km/h davanti a Jan Janssen e Gustaaf Desmet.
Presero il via da Parigi 134 ciclisti, 58 di essi tagliarono il traguardo a Roubaix.

## Ordine d'arrivo (Top 10)
| Pos. | Corridore          | Squadra      | Tempo    |
| ---- | ------------------ | ------------ | -------- |
| 1    | Felice Gimondi     | Salvarani    | 6h59'26" |
| 2    | Jan Janssen        | Pelforth     | a 4'08"  |
| 3    | Gustaaf Desmet     | Wiel's       | s.t.     |
| 4    | Willy Planckaert   | Romeo        | s.t.     |
| 5    | Jos Huysmans       | Mann-Grundig | s.t.     |
| 6    | Rudi Altig         | Molteni      | s.t.     |
| 7    | Willy Bocklant     | Mann-Grundig | s.t.     |
| 8    | Arthur De Cabooter | Wiel's       | s.t.     |
| 9    | Rik Van Looy       | Solo-Superia | s.t.     |
| 10   | Gerben Karstens    | Televizier   | s.t.     |